# Kajana älv

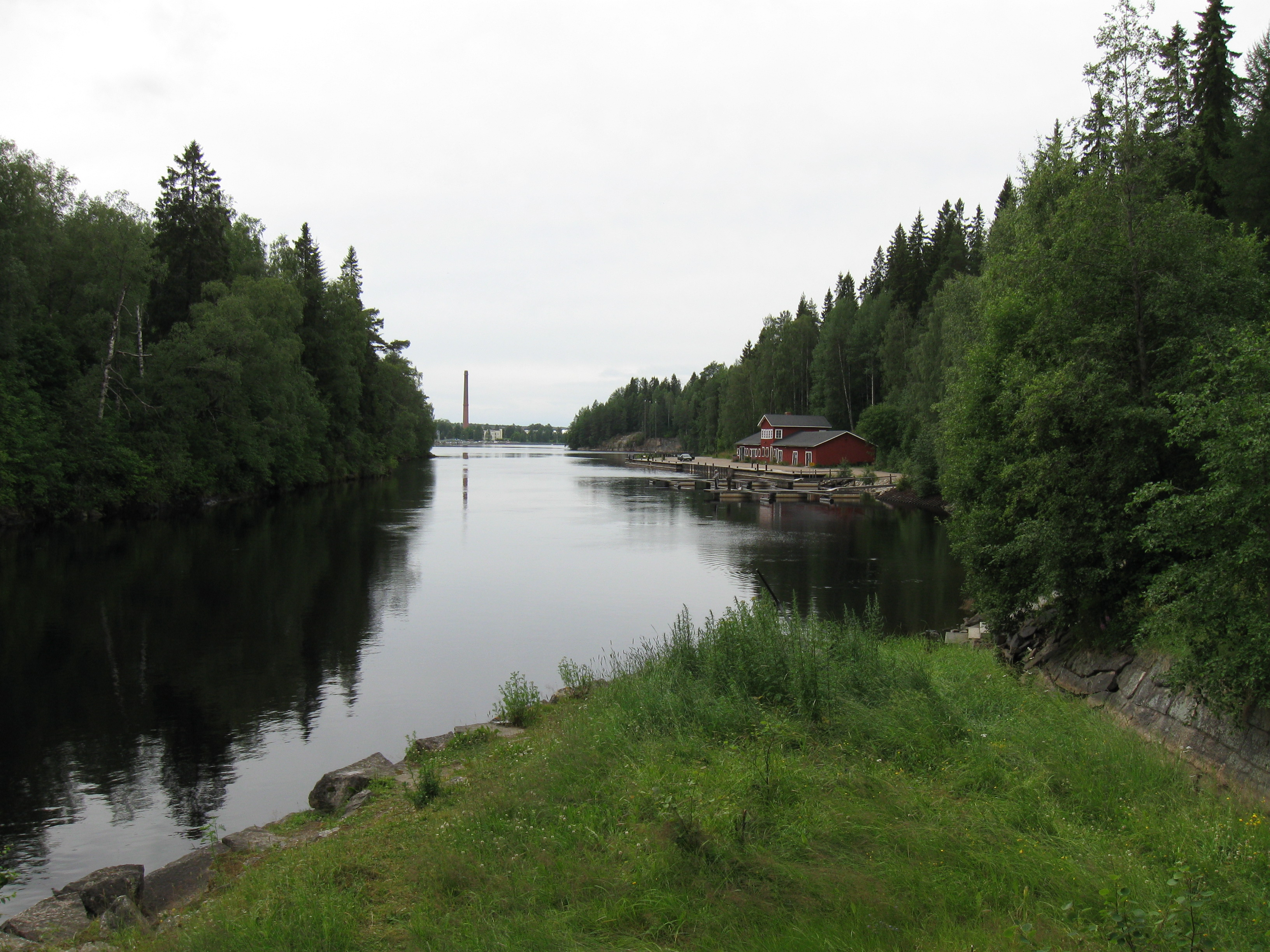
Kajana älv vid Ämmäkoski

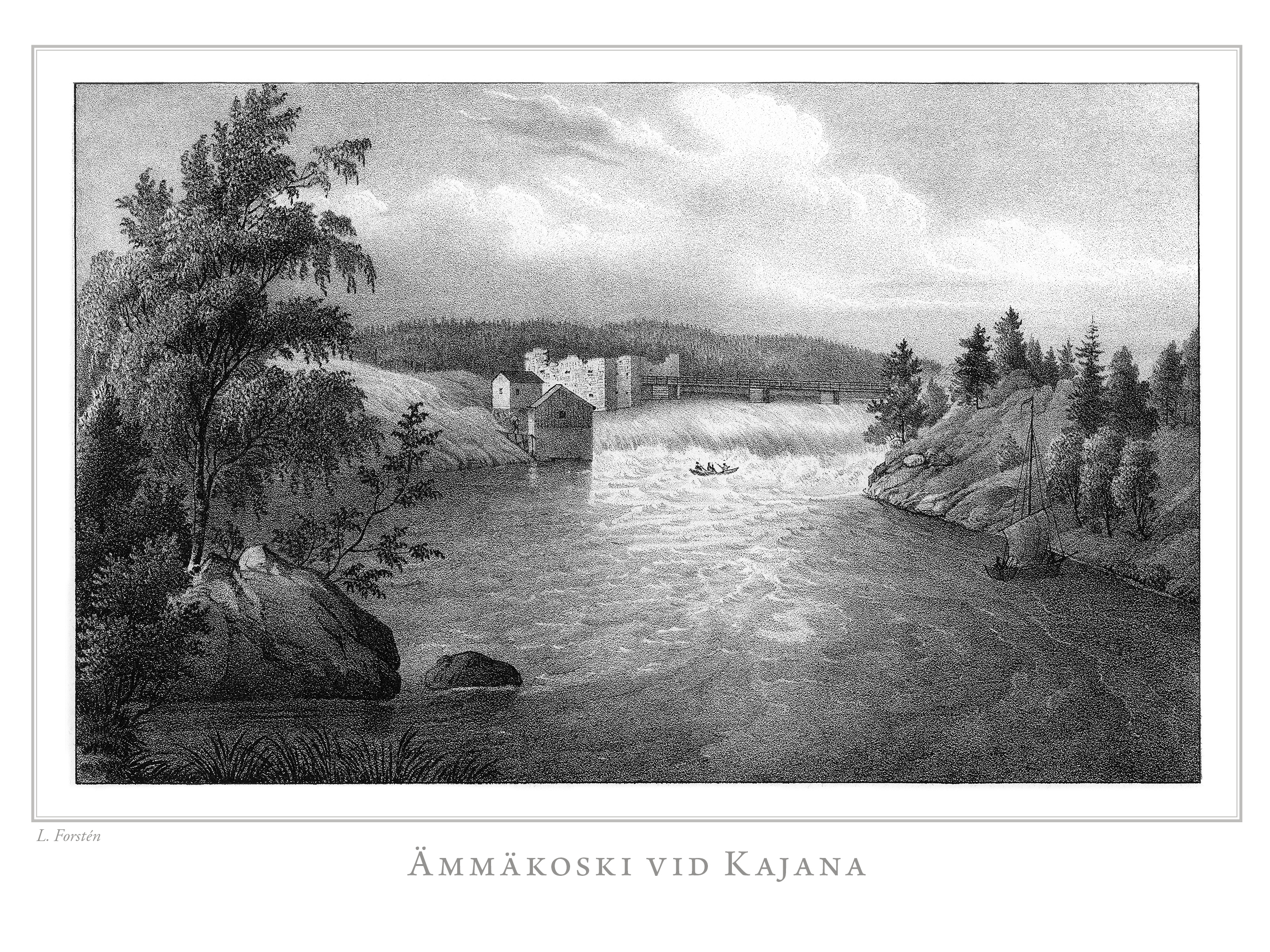
Ämmäkoski vid Kajana illustrerad i Finland framstäldt i teckningar i mitten av 1800-talet

Kajana älv (fi. Kajaaninjoki) är en älv i Uleåborgs län i Finland. Älven rinner från sjön Nuasjärvi genom staden Kajana och mynnar ut i Ule träsk.